# Björn Siesjö

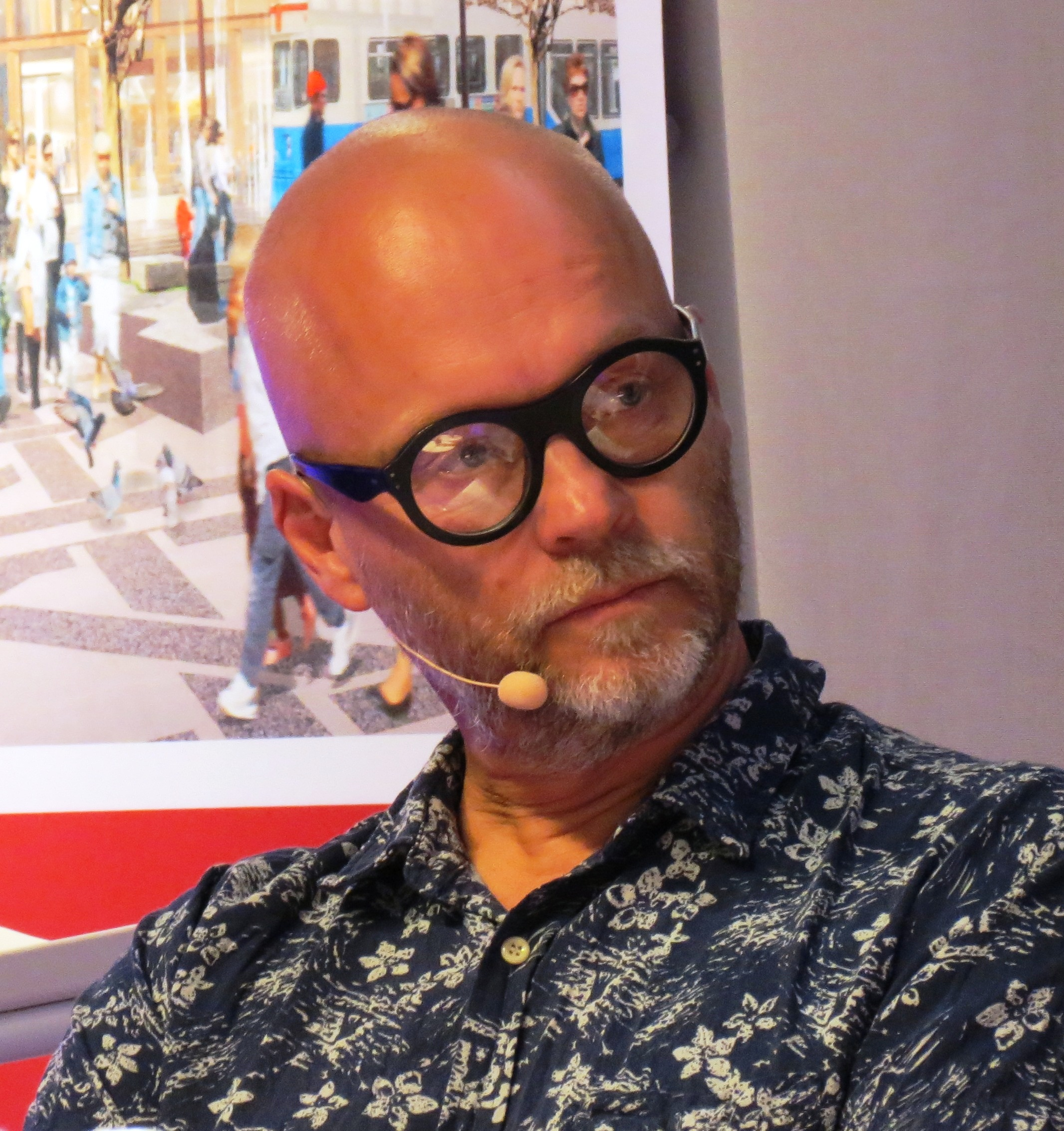
Björn Siesjö, stadsarkitekt i Göteborg, fotograferad vid Bokmässan i Göteborg 2016.

Björn Johan Knut Siesjö född 5 oktober 1960 i Lund, är en svensk arkitekt. Sedan 1 februari 2012 är han stadsarkitekt i Göteborg. Han är son till Bo Siesjö och Bodil Siesjö. 
Siesjö började på 1970-talet som murarlärling i Lund och arbetade därefter som murare i början på 1980-talet. Han flyttade till Göteborg 1982, där han tog arkitektexamen på Chalmers 1992. Tillsammans med två kompanjoner grundade han 2002 arkitektbyrån Kanozi på Järntorget. Han har jobbat på bland andra White och Liljewalls arkitektbyråer.
Siesjö har arbetat med stadsplanering, industribyggnader, skolor, kontor, bostäder och villor. Han har undervisat på Chalmers och vunnit flera arkitekttävlingar bland andra: Masthusen, Västra Hamnen i Malmö och Stationsområdet i Norra Hamnen i Malmö
Björn Siesjö har läst engelska och teoretisk filosofi på Göteborgs universitet samt behärskar dessutom de franska, portugisiska och spanska språken. Han är sedan 1985 gift med Helena Siesjö, som är bibliotekschef vid Göteborgs universitetsbibliotek.